# Lijst van burgemeesters van Loppersum
Dit is een lijst van burgemeesters van de voormalige Nederlandse gemeente Loppersum in de provincie Groningen.
In 1990 werden de gemeenten Stedum en 't Zandt en het grootste deel van de gemeente Middelstum bij Loppersum gevoegd. De gemeente Loppersum werd op 1 januari 2021 opgeheven en ging op in de nieuw gevormde gemeente Eemsdelta. 
| Ambtsperiode | Naam burgemeester              | Partij of stroming | Bijzonderheden                                                            |
| ------------ | ------------------------------ | ------------------ | ------------------------------------------------------------------------- |
| 1811 - 1814  | Jan Hendrik Sissing            |                    | ovl. 22 november 1814                                                     |
| 1814 - 1852  | Jacobus Pieters Tichelaar      |                    |                                                                           |
| 1852 - 1890  | Pieter Willem Tichelaar J.Pzn. |                    |                                                                           |
| 1891 - 1906  | Frederik Boehme Wenniger       |                    | ovl. 5 augustus 1906                                                      |
| 1906 - 1927  | Simon Derk Jensema             |                    | ovl. 4 december 1927                                                      |
| 1928 - 1959  | Jan Daniël van der Munnik      |                    | ovl. 24 november 1959                                                     |
| 1960 - 1981  | Albert Assies                  | ARP                | ovl. 26 september 1981                                                    |
| 1982 - 1988  | Jenny G. Sleurink-Rabbinge     | PvdA               | was tijdelijk wethouder van Oldebroek, werd burgemeester van Middelharnis |
| 1988 - 1989  | Marten R. de Jong              | PvdA               | waarnemend burgemeester                                                   |
| 1990 - 2002  | Lubertus Pit                   | PvdA               | was burgemeester van Nieuwolda                                            |
| 2003         | Jaap van Dijk                  | CDA                | waarnemend burgemeester, oud-gedeputeerde van de provincie Groningen      |
| 2003 - 2018  | Albert Rodenboog               | CDA                | was wethouder van de gemeente Leek in de provincie Groningen              |
| 2018 - 2020  | Hans Engels                    | D66                | waarnemend burgemeester. Tevens lid van de Eerste Kamer.                  |